# Beto Severo
Roberto Luís Gaspar de Deus Severo (Lissabon, 3 mei 1976) – alias Beto – is een Portugees voormalig voetballer die speelde als centrale verdediger. Bekend is hij van zijn dienstjaren bij Sporting CP tussen 1994 en 2006. Beto speelde 31 interlands in het Portugees voetbalelftal van 1997 tot 2004. Zodoende speelde hij mee op drie grote toernooien: EURO 2000, WK 2002 en EURO 2004. Ook nam hij deel aan de Olympische Zomerspelen 1996 in Atlanta.

## Clubcarrière
Beto speelde twaalf seizoenen voor Sporting Lissabon, waarmee hij in 2000 de eerste landstitel veroverde sinds 1982. In 2005 verloor Beto de finale van de UEFA Cup tegen het Russische CSKA Moskou. Nochtans had Sporting met 1–0 geleid voor de pauze. In de tweede helft gingen de Russen er nog overheen en CSKA won de finale met 1–3. Uiteindelijk zou hij het schoppen tot aanvoerder bij de Verde-e-Brancos. Alleen in zijn beginjaren werd hij door de club verhuurd aan União Lamas (1994–1995) en Campomaiorense (1995–1996). Beto vertrok in januari 2006 na ongeveer twaalf seizoenen Sporting naar Frankrijk. Hij ging er spelen voor Girondins de Bordeaux, maar veroverde geen basisplaats. Bordeaux had 1 miljoen euro neergeteld voor de centrumverdediger. Echter kwam hij maar vier keer in actie in de Ligue 1.
Bordeaux verhuurde hem aan de Spaanse eersteklasser Recreativo Huelva, dat hem daarop in 2007 definitief inlijfde. In totaal speelde hij drie seizoenen voor deze club, waarvan één op huurbasis van Bordeaux. Beto vormde bij Recreativo een defensie met landgenoten Silvestre Varela of Carlos Martins. In augustus 2009 tekende de verdediger een contract bij de Portugese club CF Os Belenenses. Te vaak was hij geblesseerd en Belenenses, een club uit Lissabon, degradeerde.
In januari 2011 verliet Beto Belenenses en beëindigde zijn loopbaan bij de Spaanse derdeklasser UD Alzira.

## Interlandcarrière
Beto was international voor het Portugees voetbalelftal van 1997 tot 2004. Hij maakte twee doelpunten, vriendschappelijk tegen Litouwen (een 5–1 overwinning op 16 augustus 2000)  en op het WK 2002 tegen de Verenigde Staten (een 3–2 nederlaag op 5 juni 2002). Portugal stond reeds met 0–3 in het krijt toen Beto scoorde.

## Erelijst
| Primeira Liga                 | 2x | 1999/00, 2001/02 |
| Taça de Portugal              | 1x | 2001/02          |
| Supertaça Cândido de Oliveira | 2x | 2000, 2002       |

1 Costinha ·
2 Kenedy ·
3 Bento ·
4 Peixe ·
5 Beto Severo ·
6 Andrade ·
7 Dominguez ·
8 Capucho ·
9 Paulo Alves ·
10 Martins ·
11 Jorge ·
12 Nuno Espírito Santo ·
13 Vidigal ·
14 Calado ·
15 Nuno Gomes ·
16 Porfírio ·
17 Litos ·
18 Dani ·
Coach: Vingada
1 Baía  ·
2 J. Costa ·
3 Jorge ·
4 Vidigal ·
5 Couto ·
6 Sousa ·
7 Figo ·
8 Pinto ·
9 Sá Pinto ·
10 R. Costa ·
11 Conceição ·
12 Espinha ·
13 Dimas ·
14 Xavier ·
15 Costinha ·
16 Beto Severo ·
17 Bento ·
18 Pauleta ·
19 Capucho ·
20 Secretário ·
21 Gomes ·
22 Quim ·
Coach: Coelho
1 Baía ·
2 J. Costa ·
3 Xavier ·
4 Caneira ·
5 Couto  ·
6 Sousa ·
7 Figo ·
8 Pinto ·
9 Pauleta ·
10 R. Costa ·
11 Conceição ·
12 Viana ·
13 Andrade ·
14 Barbosa ·
15 Nélson ·
16 Ricardo ·
17 Bento ·
18 Frechaut ·
19 Capucho ·
20 Petit ·
21 Gomes ·
22 Beto Severo ·
23 Jorge ·
Coach: Oliveira
1 Ricardo Pereira ·
2 Ferreira ·
3 Jorge ·
4 Andrade ·
5 Couto  ·
6 Costinha ·
7 Figo ·
8 Petit ·
9 Pauleta ·
10 Costa ·
11 Simão ·
12 Quim ·
13 Miguel ·
14 Valente ·
15 Beto Severo ·
16 Ricardo Carvalho ·
17 Ronaldo ·
18 Maniche ·
19 Tiago ·
20 Deco ·
21 Gomes ·
22 Moreira ·
23 Postiga ·
Coach: Scolari